# Кундряк (Уфимський район)
Кундря́к (рос. Кундряк, башк. Күндерәк) — присілок у складі Уфимського району Башкортостану, Росія. Входить до складу Черкаської сільської ради.
Населення — 2 особи (2010; 5 в 2002).
Національний склад:
- росіяни — 100 %